# Truro (Iowa)
Truro és una població dels Estats Units a l'estat d'Iowa. Segons el cens del 2000 tenia 427 habitants.

## Demografia
Segons el cens del 2000, Truro tenia 427 habitants, 156 habitatges, i 116 famílies. La densitat de població era de 166,5 habitants/km².
Dels 156 habitatges en un 39,1% hi vivien nens de menys de 18 anys, en un 59% hi vivien parelles casades, en un 9,6% dones solteres, i en un 25,6% no eren unitats familiars. En el 22,4% dels habitatges hi vivien persones soles el 14,1% de les quals corresponia a persones de 65 anys o més que vivien soles. El nombre mitjà de persones vivint en cada habitatge era de 2,74 i el nombre mitjà de persones que vivien en cada família era de 3,21.
Per edats la població es repartia de la següent manera: un 34% tenia menys de 18 anys, un 6,3% entre 18 i 24, un 27,4% entre 25 i 44, un 17,8% de 45 a 60 i un 14,5% 65 anys o més.
L'edat mediana era de 33 anys. Per cada 100 dones de 18 o més anys hi havia 88 homes.
La renda mediana per habitatge era de 33.750 $ i la renda mediana per família de 39.500 $. Els homes tenien una renda mediana de 30.833 $ mentre que les dones 22.500 $. La renda per capita de la població era de 15.021 $. Entorn del 6,3% de les famílies i el 10,3% de la població estaven per davall del llindar de pobresa.

## Poblacions més properes
El següent diagrama mostra les poblacions més properes.